# Poison Elves
Poison Elves est un comic book de l'artiste décédé Drew Hayes. Il narre les aventures d'un elfe hors-la-loi nommé Lusiphur.

## Historique de publication

### Origine et influences
L'œuvre de Drew Hayes fut influencée par Donjons et Dragons, Elfquest (Le Pays des elfes), et Cerebus.  Lusiphur était à l'origine l'un des personnages de Hayes pour Donjons et Dragons.  La version BD du personnage fut basée sur Lux Interior de The Cramps, Glenn Danzig de The Misfits, and Nivek Ogre de Skinny Puppy.

### Mulehide Graphics
I, Lusiphur (décembre 1991-décembre 1992) - Poison Elves (février 1993-février 1995)
À l'origine, Hayes auto-publia  sa série au début des années 1990 chez sa propre compagnie Mulehide Graphics sous le titre I, Lusiphur pour les sept premiers numéros, avant de changer à Poison Elves. Les dix premiers numéros de la série Mulehide series furent publiées dans un format magazine de taille supérieur au format standard des comics. 

#### Changement de titre
On dit que Drew Hayes  a renommé I, Lusiphur en Poison Elves parce que la ressemblance entre Lusiphur et Lucifer conduisait à ce qu'on l'interroge sans cesse sur une éventuelle thématique satanique de la série. Les ventes ont augmenté significativement après le changement de titre. Drew prétend dans un de ses éditoriaux que le changement de titre fut déclenché par une lettre d'un fan adolescent dont la mère avait jeté les comics après avoir découvert des numéros d'I, Lusiphur dans sa collection.

### Sirius Entertainment
En 1995, Drew Hayes signait avec Sirius Entertainment, une démarche qui augmenta sa visibilité, son public et sa fréquence de publication. Poison Elves comporte du contenu pour "lecteurs avertis".  À ce jour 10 recueils (trade paperbacks) ont été publiés. Le dernier numéro de la série principale publiée par Sirius fut le no 79. Un no 80 commémoratif fut publié pour donner aux fans un aperçu des crayonnés et des projets que Drew Hayes avait pour la suite de la série avant son décès.

### Ape Entertainment
En mars 2013 Ape Entertainment relance la série dans la continuation de l'histoire où elle s'était arrêté à la mort de l'auteur. Drew Hayes Poison Elves #1 reprend presque précisément au coup de théâtre (cliffhanger) où Drew [Hayes] l'avait laissé à la fin du no 79 de chez Sirius. (March 2013)

### Séries dérivées
Un certain nombre de miniséries et de titres (plus ou moins) réguliers dérivés du titre principal ont été publiés. Ils sont en général réalisés par d'autres équipes créatives.
(Chez Sirius Entertainment)
- Poison Elves: Lost Tales, série de 11 numéros, janvier 2006-avril 2007. Écrite et illustré par Aaron Bordner. Des histoires autonomes concernant divers personnages de l'univers de Poison Elves.
- Poison Elves: Dominion, minisérie de 6 numéros, Septembre 2005-Septembre 2006. Écrite par  Keith Davidsen/illustrée par Scott Lewis. des avantures de Lusiphur datant d'avant la série Poison Elves.
- Poison Elves: Ventures, minisérie de 4 numéros, Mai 2005-Avril 2006. Écrite par  Keith Davidsen/illustrée par Aaron Bordner. Chaque numéro porte sur un personnage différent: Cassandra, Lynn, Le Purple Marauder et Jace.
- Poison Elves: Hyena, minisérie de 4 numéros, Octobre 2004-Février 2005. Écrite par  Keith Davidsen/illustrée par Scott Lewis.
- Poison Elves: Parintachin, minisérie de 3 numéros, Octobre 2001-Mars 2002. Écrite et illustré par les Fillbach Brothers.
- Poison Elves: Lusiphur & Lirilith, minisérie de 4 numéros, Janvier-Avril 2001. Écrite par Drew Hayes/illustrée par Jason Alexander.

## Univers

### Le monde dePoison Elves
Dans Amrahly'nn, le monde de Poison Elves, magie et technologie se côtoient. Par exemple, Lusiphur utilise un pistolet semi-automatique qui ne tombe jamais à court de munitions.  Hayes a décrt ce monde comme "...mélange de La Terre du Milieu de  Tolkien et du monde des Nouveaux Romantiques aperçus dans la video de la chanson Stand and Deliver d'Adam and the Ants".

### Personnages

#### Lusiphur
Lusiphur, à l'origine nommé Luis Amerillis Malaché, fut trouvé par un couple marié d'elfes dans la Carpathian forest en 1380. Il grandit dans leur auberge à Port Sarnwog.  Il eut une enfance malheureuse après qu'un client ivre mit le feu à l'établissement, laissant ses parents en grand besoin d'argent. Son père sombra dans la dépression et fut plus tard tué dans une des violentes luttes de classes de la ville. N'ayant personne vers qui se tourner, sa mère fut forcée d'adopter la seule profession à sa portée, la prostitution.
En 1390, les choses empirent encore quand un client violent agresse la mère de Lusiphur. Elle s'enfuit avant d'avoir été battue à mort mais dans sa fuite, elle marche sur un clou. La blessure s'infecte et la gangrène progresse, l'empêchant de quitter son lit.  Son système immunitaire elfique l'empêche de mourir, prolongeant ses souffrances jusqu'à ce qu'elle supplie Lusiphur enfant d'y mettre fin. Sans argent pour payer un médecin ou des médicaments, le jeune elfe a peu de choix. Il coupe ses poignets avec une lame de rasoir pour la libérer de la douleur. L'image de sa mort hantera Lusiphur pour le reste de sa vie.
Orphelin, Luse apprend à vivre par lui-même dans la rue où il adopte une nouvelle identité qu'il utilisera jusqu'à aujourd'hui, Lusiphur Malaché.  Il passe ses jeunes années à travailler pour un caïd du crime appelé The Nick, et il participe à des cambriolages risqués. Pendant cette période tumultueuse, il rencontre et tombe amoureux de Lirilith, une novice prêtresse elfe. Sa vie de criminel et l'impossibilité de quitter son gang entraînera la séparation des jeunes amants. (sujet de la minisérie Lusiphur and Lirilith écrite par Drew Hayes et illustrée par Jason Shawn Alexander).

#### Personnages secondaires
- Jace san Lanargaith
- Parintachin
- Lirilith
- Hyena
- Cassandra
- Morachi
- Talon
- Vido
- Tenth
- Fleece
- Cleah
- Wisp
- Mogre'Ur

## Recueils
- Volume 1: Requiem For An Elf (published June 1, 1996) (I, Lusiphur 1–6)
- Volume 2: Traumatic Dogs (published June 1, 1996) (I, Lusiphur 7, Poison Elves V. 1 8–12)
- Volume 3: Desert of the Third Sin (published March 1, 1997) (Poison Elves V. 1 13–18)
- Volume 4: Patrons (published January 1, 1998) (Poison Elves V. 1 19–20)
  - The Mulehide Years  (ISBN 1-57989-044-X) (September 26, 2001) (I, Lusiphur 1–7, Poison Elves V. 1 8–20)
  - This volume is a collection of the first four trade paperbacks. "The Mulehide Years" contains full reprints of issues 1 and 2, whereas Volume 1 had only a text recap of those issues.
- Volume 5: Sanctuary  (ISBN 1-57989-054-7) (published November 1, 1998) (Poison Elves V. 2 1–12)
  - Sanctuary Book 1: Deathmonks
  - Sanctuary Book 2: Vivisection
- Volume 6: Guild War  (ISBN 1-57989-055-5) (published June 27, 2000) (Poison Elves V. 2 13–25)
  - Sanctuary Book 3: Guild War
  - Sanctuary Book 4: Strange Days
- Volume 7: Salvation  (ISBN 1-57989-041-5) (published August 13, 2001) (Poison Elves V. 2 26–39)
  - Sanctuary Book 5: The Wolf
  - Sanctuary Book 6: Cat and Mouse
  - Sanctuary Book 7: End
- Volume 8: Rogues  (ISBN 1-57989-051-2) (published July 26, 2002) (Poison Elves V. 2 40–47)
- Volume 9: Baptism By Fire  (ISBN 1-57989-058-X)  (published August 15, 2003) (Poison Elves V. 2 48–59)
- Volume 10: Dark Wars  (ISBN 1-57989-074-1) (published March 30, 2005) (Poison Elves V. 2 60–68)
  - Dark Wars Volume One: Heaven's Devils
- Volume 11: Alliances  (ISBN 1-57989-089-X) (published September 12, 2007) (Poison Elves V. 2 69–80)
  - Dark Wars Volume Two: Alliances